# Zharnel Hughes
Zharnel Hughes, född 13 juli 1995, är en brittisk friidrottare som tävlar i kortdistanslöpning.

## Karriär
Hughes tog silver på 100 meter och guld på 200 meter vid europamästerskapen i friidrott 2022 samt brons på 100 meter vid världsmästerskapen i friidrott 2023.